# Eva Machourková
Eva Machourková (dříve Brettschneiderová; * 12. července 1964) je česká televizní moderátorka, herečka a dramaturgyně; známá je především moderováním zábavně-vědomostní soutěže AZ-kvíz v České televizi.

## Profesní život
Kromě základního vzdělání absolvovala základní uměleckou školu. V roce 1976 si zahrála ve filmu Jenůfa. Po vystudování psychologie nastoupila na místo v pedagogicko-psychologické poradně pro děti. Poté, co uspěla v konkurzu na moderátorku dětských pořadů, začala v České televizi, studio Brno, uvádět pořady pro děti; zpočátku moderovala externě, později na plný úvazek.
Po pořadu Holky a kluci z jedné lavice následovalo účinkování v dětském magazínu Oáza a soutěži Hip Hap Hop. Začala se také zabývat televizní dramaturgií pořadů pro děti. Roku 1997 začala moderovat nově vzniklý soutěžní pořad AZ-kvíz, který moderuje s Alešem Zbořilem do současnosti. Léta 2013 opět nastoupila na částečný úvazek do pedagogicko-psychologické poradny.

## Osobní život
Je podruhé vdaná (z prvního manželství má dceru Julii a jméno Brettschneiderová) za advokáta Jiřího Machourka, s nímž má syna Jana. Mezi její koníčky patří mezi jiným i jízda na kole.